# 列治·禾殊
列治·禾殊（英語：Reggie Walsh，2008年10月20日—），是一名英格蘭職業足球員，司職中場，現效力英超球會車路士。

## 球會生涯
禾殊在七歲時加入英超球會車路士的青訓學院。他在2024–25賽季獲提升至球會的U18梯隊。
2025年3月13日，在車路士主場迎戰哥本哈根的歐洲協會聯賽十六強賽事中，禾殊首次獲列入一隊的比賽名單，但並未上陣。同年5月1日，禾殊在作客對陣佐加頓斯的歐協聯四強首回合賽事中上演職業生涯地標戰，於比賽末段後備入替泰歷·佐治。禾殊以16歲又193日之齡的成為車路士球會歷史上第三年輕的上陣球員。一星期後，禾殊在同樣對陣佐加頓斯的次回合賽事中獲列入正選陣容，以16歲又200日之齡成為球會歐戰史上最年輕的正選球員。

## 國家隊生涯
禾殊曾代表英格蘭各級青年梯隊。他在2024年隨英格蘭U17參與2025年歐洲U-17足球錦標賽外圍賽。

## 生涯統計
最後更新：2025年5月8日
| 效力球會 | 球季     | 聯賽     | 聯賽 | 聯賽 | 國家盃賽 | 國家盃賽 | 聯賽盃賽 | 聯賽盃賽 | 洲際賽事 | 洲際賽事 | 其他 | 其他 | 總計 | 總計 |
| 效力球會 | 球季     | 聯賽     | 上陣 | 入球 | 上陣     | 入球     | 上陣     | 入球     | 上陣     | 入球     | 上陣 | 入球 | 上陣 | 入球 |
| -------- | -------- | -------- | ---- | ---- | -------- | -------- | -------- | -------- | -------- | -------- | ---- | ---- | ---- | ---- |
| 車路士   | 2024–25  | 英超     | 0    | 0    | 0        | 0        | 0        | 0        | 2        | 0        | 0    | 0    | 2    | 0    |
| 生涯總計 | 生涯總計 | 生涯總計 | 0    | 0    | 0        | 0        | 0        | 0        | 2        | 0        | 0    | 0    | 2    | 0    |

1. ↑  於歐協聯賽事上陣。

## 外部連結
- Soccerway資料庫：列治·禾殊
- worldfootball.net：列治·禾殊之統計數據 （英文）